# Barós
Barós ist ein spanischer Ort in den Pyrenäen in der Provinz Huesca der Autonomen Gemeinschaft Aragonien. Barós ist ein südöstlich gelegener Ortsteil der Gemeinde Jaca. Das Dorf mit 100 Einwohnern im Jahr 2015 liegt auf 935 Meter Höhe.

## Sehenswürdigkeiten
- Romanische Pfarrkirche San Fructuoso aus dem 12. Jahrhundert (Bien de Interés Cultural)
- Romanische Ermita de Santiago aus dem 12. Jahrhundert